# بيت كوغلر
بيت كوغلر (بالإنجليزية: Pete Kugler)‏ هو لاعب كرة قدم أمريكية أمريكي، ولد في 9 أغسطس 1959 في فيلادلفيا في الولايات المتحدة.

## وصلات خارجية
- بيت كوغلر على موقع مرجع كرة القدم المحترفة.كوم (الإنجليزية)
- بيت كوغلر على موقع JustSportsStats.com (الإنجليزية)